# Tate Modern
Tate Modern er Det Forenede Kongeriges nationale museum for moderne kunst i London og er sammen med Tate Britain, Tate Liverpool og Tate St. Ives en del af Tate Gallery.
Gallerierne ligger i det tidligere Bankside kratværk, som var designet af Sir Giles Gilbert Scott, og som er bygget i to etaper mellem 1947 og 1963. Kraftværket lukkede i 1981. Bygningen blev konverteret af arkitekterne Herzog & de Meuron og er 99 m højt. Siden åbningen den 12. maj 2000 har det været en meget populær attraktion for lokale og turister. Der er gratis adgang.
De permanente samlinger i Tate Modern fremvises på tredje og femte sal, mens fjerde huser midlertidige udstillinger. Da galleriet åbnede i 2000 blev samlingerne ikke fremvist i kronologisk orden, men var arrangeret i fire brede grupper: Historie/Hukommelse/Samfund; Nøgen /Action/Krop; Landskab/Materie/Miljø og Still Life/Object/Real Life. Det var nødvendigt for ikke at fremvise museets store huller i samlingerne som et resultat af en meget konservativ indkøbspolitik i første halvdel af det 20. århundrede. Den første omarrangering af billederne i 2006 har opløst de tematiske grupper og selv om det viser hullerne i samlingen har den været mødt med kritikerros.
Turbinehallen er syv etager høj med 3.400 m2 gulvplads. Den bruges til at fremvise specialudstillinger af nutidskunst mellem oktober og marts i en serie sponsoreret af Unilever. Serien var planlagt til galleriets første fem år, men populariteten af serien har medført en udvidelse til 2008.
Kunstnerne der har fremvist nutidskunst er:
- 2000 — Louise Bourgeois — Maman, I Do, I Undo, I Redo
- 2001 — Juan Muñoz — Double Bind
- 2002 — Anish Kapoor — Marsyas
- 2003 — Ólafur Elíasson — The Weather Project
- 2004 — Bruce Nauman — Raw Materials
- 2005 — Rachel Whiteread — Embankment

En populær indgang til Tate Modern er via St Paul's Cathedral og London Millennium Bridge. Den nærmeste London Underground station er Southwark, selv om Blackfriars tube station og en kort gåtur over Blackfriars Bridge ofte er mere praktisk.
Der er også en flodbåds ankerpladslige udenfor galleriet kaldet Bankside Pier med forbindelse til Docklands og Greenwich samt en Tate to Tate service, som forbinder Tate Modern med Tate Britain via London Eye.
En planlagt udvidelse til fotografi og videokunst på sydsiden af bygningen også tegner af Herzog & de Meuron vil forøge udstillingsarealet med 60 %. Projektet vil koste mere end £100 mio. og er planlagt til at åbne i 2012. 

## Galleri
- Turbinehallen. Der var ingen kunst udstillet da billedet blev taget (Juni 2005).
- Et udstillingsrum i Tate Modern.
- "Skorstenen" på Tate Modern.